# الگولاگنیا

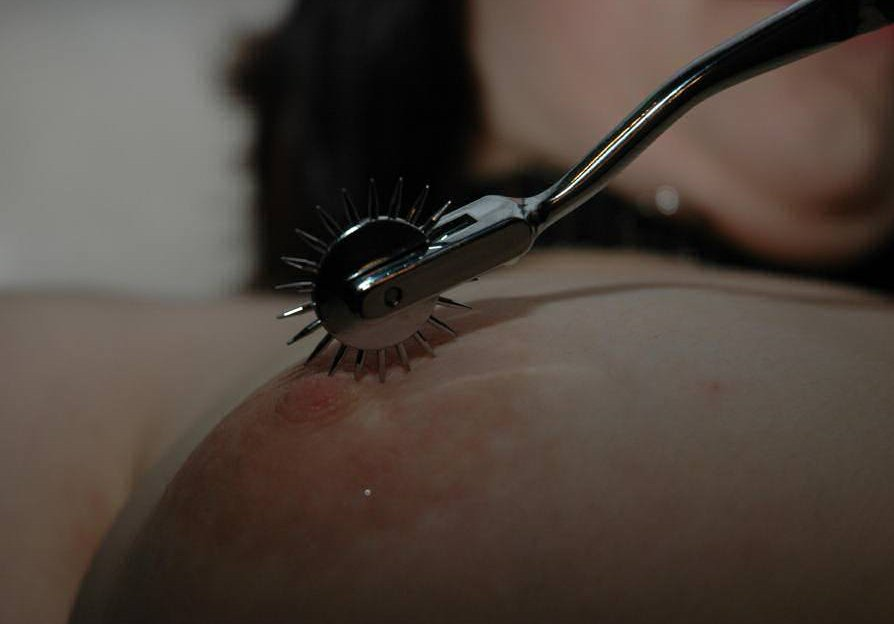
اعمال تحریک و درد با چرخ وارتنبرگ در هاله و نوک پستان

الگولاگنیا (انگلیسی: Algolagnia) یا درددوستی یا دردطلبی در لغت، به معنای دوست داشتن درد است. این واژه گاهی مترادف آزارطلبی هم به کار می‌رود.
انحرافی که در آن لذت جنسی از طریق درد کشیدن، زیر سلطه رفتن، و مورد بدرفتاری واقع شدن به دست می‌آید.